# E014
|  | No s'ha de confondre amb E14. |

La ruta europea E014 és una carretera que forma part de la Xarxa de carreteres europees. Comença a Usharal (Kazakhstan) i finalitza a Droujba (Kazakhstan). Té una longitud de 190 km. Té una orientació de nord a sud.